# Гермія (Сон літньої ночі)
Гермія — вигаданий персонаж п'єси Шекспіра «Сон літньої ночі».
Гермія потрапляє в романтичну ситуацію: вона кохає одного чоловіка, Лізандра, але в неї закоханий Деметрій, почуття якого вона не розділяє. Гермія кохає Лізандра, але її батько, Егей, хоче видати її заміж за Деметрія. Відмова Гермії коритися волі свого батька, згідно з афінським правом може призвести до смертного вироку або заслання в монастир. Лізандр і Гермія тікають до лісу; на шляху зустрічають колишню наречену Деметрія і кращу подругу Гермії, Гелену, яку Деметрій покинув заради сватання до Гермії. Гелена все ще безнадійно закохана, але Гермія каже їй не турбуватися, оскільки вона і Лізандр втечуть і Деметрій більше не побачить її обличчя. Гелена довіряється Деметрію, в надії, що він побачить її кохання до нього, якщо вона скаже йому правду, але Деметрій переслідує Гермію і Лізандра в лісі, Гелена слідує за ним.
Після епізоду, в якому Деметрій намагається змусити Гелену не йти слідом за ним і після освідчення Гелени в коханні, Оберон (Король фей), який весь час спостерігав, бувши невидимим для людей, наказує своєму ельфові помістити краплю з чарівної квітки на сплячі повіки Деметрія для того, щоб він закохався в Гелену, коли він прокинеться, і всі будуть задоволені; Однак Пак плутає Лізандра і Деметрія; тому, коли Лізандр кидає свій погляд на Гелену, Лізандр закохується в неї. Побачивши помилку, Оберон поміщає краплю чарівної квітки на очі Деметрія і посилає його переслідувати Гелену з Лізандром.
Коли Деметрій та Лізандер переслідують її, Гелена звинувачує Гермію в участі в жорстокому жарті. Гермія відчуває себе зрадженою звинуваченням і відповідає, що вона ніколи не образить свою подругу таким чином. Через те, що любов Лізандра і Деметрія до Гермії була настільки велика, Гелена вважає, що ці двоє також глузують з неї, разом з Гермією. Гермія є першою донькою свого батька.
Пак нарешті вприскує протиотруту в очі Лізандра — але не Деметрія. Всі вони прокидаються на наступний ранок, коли Тесей, Іпполіта та Егей знаходять їх. В цей день Гермія повинна зробити свій вибір — одружитися з Демерієм, піти в монастир або померти. Закохані прокидатися здивованими, не в силах пояснити, як вони туди потрапили, бурмочучи про дивний сон. Але Деметрій, тепер постійно знаходячись під заклинанням любовної квітки, каже, що він любить тільки Гелену, отже все добре закінчується, Гермія з Лізандром залишаються разом. Гермія і Лізандр одружуються, Тесей скасовує заборону Егея.
Вона — дівчина Афін. З діалогу стає зрозуміло, що вона нижча від Гелени. Гермія названа на честь грецького бога зміни і снів. З економічними причинами пов'язують те, що Деметрій та Лізандр мріють про неї, а також їхню потребу контролювати її психіку, або сни.